# Finlande aux Jeux olympiques d'hiver de 2010
Cet article contient des informations sur la participation et les résultats de la Finlande aux Jeux olympiques d'hiver de 2010 à Vancouver au Canada.

## Cérémonies d'ouverture et de clôture

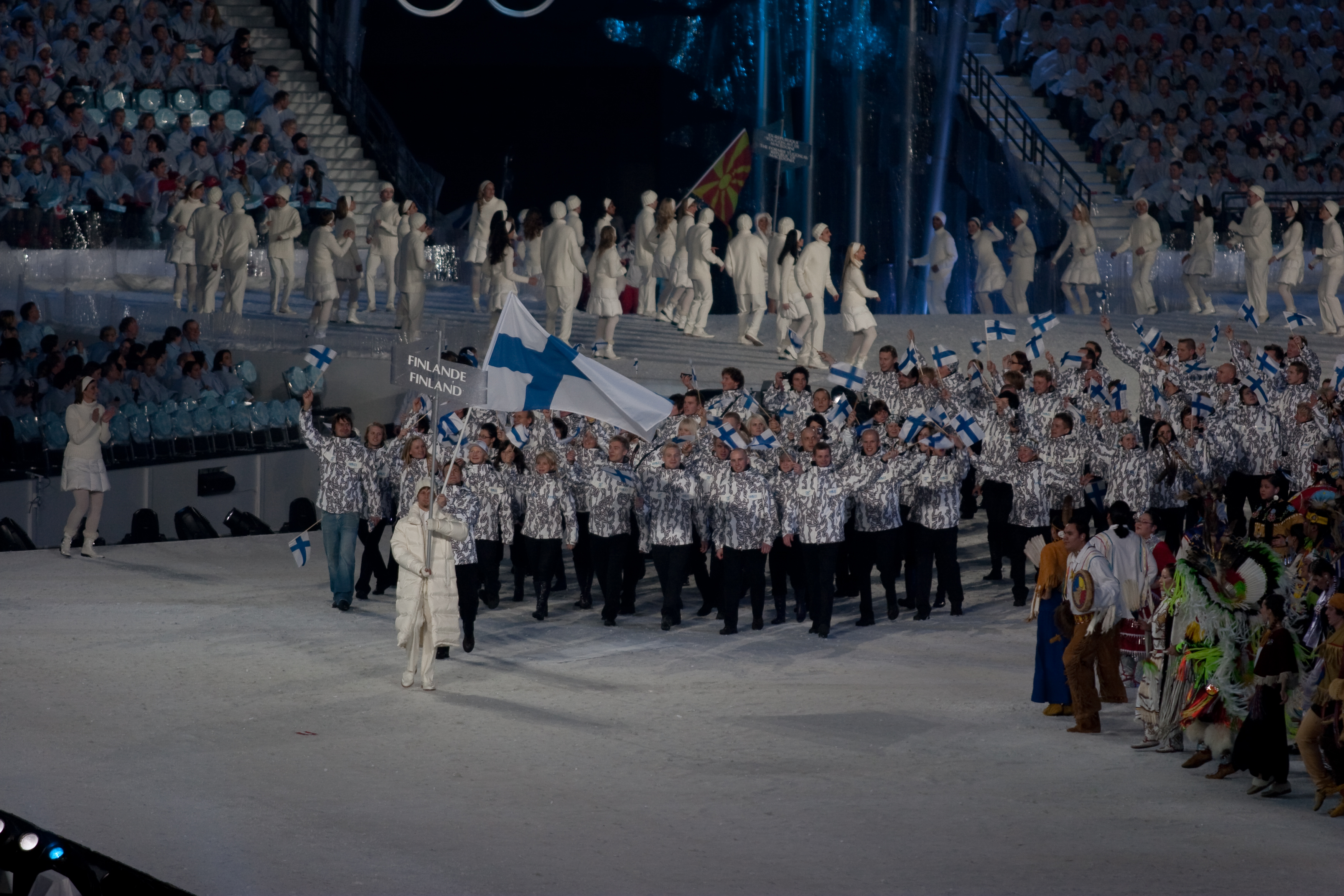
Entrée de la délégation finlandaise lors de la cérémonie d'ouverture.

Comme cela est de coutume, la Grèce, berceau des Jeux olympiques, ouvre le défilé des nations, tandis que le Canada, en tant que pays organisateur, ferme la marche. Les autres pays défilent par ordre alphabétique. La Finlande est la 27e des 82 délégations à entrer dans le BC Place Stadium de Vancouver au cours du défilé des nations durant la cérémonie d'ouverture, après l'Éthiopie et avant la Macédoine. Cette cérémonie est dédiée au lugeur géorgien Nodar Kumaritashvili, mort la veille après une sortie de piste durant un entraînement. Le porte-drapeau du pays est le hockeyeur Ville Peltonen.
Lors de la cérémonie de clôture qui se déroule également au BC Place Stadium, les porte-drapeaux des différentes délégations entrent ensemble dans le stade olympique et forment un cercle autour du chaudron abritant la flamme olympique. Le drapeau finlandais est alors porté par la skieuse alpine Tanja Poutiainen.

## Médailles
- Liste des vainqueurs d'une médaille (par ordre chronologique)

### Or
| Sport              | Discipline | Sportifs | Performance |
| ------------------ | ---------- | -------- | ----------- |
| Médailles d'or : 0 |            |          |             |

### Argent
| Sport                  | Discipline     | Sportifs        | Performance |
| ---------------------- | -------------- | --------------- | ----------- |
| Médailles d'argent : 1 |                |                 |             |
| Snowboard              | Halfpipe homme | Peetu Piiroinen | 45,0 points |

### Bronze
| Sport                   | Discipline             | Sportifs | Performance       |
| ----------------------- | ---------------------- | --- | ----------------- |
| Médailles de bronze : 4 |                        | |                   |
| Ski de fond             | Relais 4 × 5 km femmes | Pirjo Muranen Virpi Kuitunen Riitta-Liisa Roponen Aino-Kaisa Saarinen | 55 min 49 s 9     |
| Hockey sur glace        | Compétition féminine   | Mira Kuisma Anna Vanhatalo Noora Räty Emma Laaksonen Rosa Lindstedt Mariia Posa Jenni Hiirikoski Terhi Mertanen Saija Sirviö Heidi Pelttari Marjo Voutilainen Venla Hovi Annina Rajahuhta Mari Saarinen Linda Välimäki Minnamari Tuominen Michelle Karvinen Saara Tuominen Nina Tikkinen Anne Helin Karoliina Rantamäki             | 3e place          |
| Ski de fond             | 30 km classique femmes | Aino-Kaisa Saarinen | 1 h 31 min 38 s 7 |
| Hockey sur glace        | Compétition masculine  | Niklas Bäckström Miikka Kiprusoff Antero Niittymäki Kimmo Timonen Sami Salo Joni Pitkänen Toni Lydman Lasse Kukkonen Sami Lepistö Janne Niskala Antti Miettinen Mikko Koivu Tuomo Ruutu Jere Lehtinen Saku Koivu Teemu Selänne Ville Peltonen Olli Jokinen Niklas Hagman Valtteri Filppula Niko Kapanen Jarkko Immonen Jarkko Ruutu | 3e place          |

## Engagés par sport

### Biathlon
Femmes
- Mari Laukkanen
- Kaisa Mäkäräinen

Hommes
- Timo Antila
- Paavo Puurunen

### Combiné nordique
- Lauri Asikainen
- Anssi Koivuranta
- Hannu Manninen
- Janne Ryynänen
- Jaakko Tallus

### Hockey sur glace
Les équipes masculine et féminine sont qualifiées pour la compétition.
Effectif femmes 
- Gardiennes de but : Mira Kuisma (Kärpät Oulu), Anna Vanhatalo (Blues Espoo), Noora Räty (Golden Gophers du Minnesota).

- Défenseurs : Emma Laaksonen (Blues Espoo), Rosa Lindstedt (Ilves Tampere), Mariia Posa (Bulldogs de Minnesota-Duluth), Jenni Hiirikoski (Ilves Tampere), Terhi Mertanen (Blues Espoo), Saija Sirviö (Kärpät Oulu), Heidi Pelttari (Ilves Tampere)

- Attaquantes : Marjo Voutilainen (Blues Espoo), Venla Hovi (Ilves Tampere), Annina Rajahuhta (Ilves Tampere), Mari Saarinen (Ilves Tampere), Linda Välimäki (Ilves Tampere), Minnamari Tuominen (Buckeyes d'Ohio State), Michelle Karvinen (Rödovre), Saara Tuominen (Bulldogs de Minnesota-Duluth), Nina Tikkinen (Mavericks de Mankato State), Anne Helin (Kärpät Oulu), Karoliina Rantamäki (SKIF Nijni Novgorod).

Effectif hommes 
- Gardiens de but : Niklas Bäckström (Wild du Minnesota), Miikka Kiprusoff (Flames de Calgary), Antero Niittymäki (Lightning de Tampa Bay).

- Défenseurs : Kimmo Timonen (Flyers de Philadelphie), Sami Salo (Canucks de Vancouver), Joni Pitkänen (Hurricanes de la Caroline), Toni Lydman (Sabres de Buffalo), Lasse Kukkonen (Avangard Omsk), Sami Lepistö (Coyotes de Phoenix), Janne Niskala (Frölunda HC).

- Attaquants : Antti Miettinen (Wild du Minnesota), Mikko Koivu (Wild du Minnesota), Tuomo Ruutu (Hurricanes de la Caroline), Jere Lehtinen (Stars de Dallas), Saku Koivu (Ducks d'Anaheim), Teemu Selänne (Ducks d'Anaheim), Ville Peltonen (Dinamo Minsk)[5], Olli Jokinen (Flames de Calgary), Niklas Hagman (Maple Leafs de Toronto), Valtteri Filppula (Red Wings de Détroit), Niko Kapanen (Ak Bars Kazan), Jarkko Immonen (Ak Bars Kazan), Jarkko Ruutu (Sénateurs d'Ottawa).
- Entraîneur : Jukka Jalonen.

### Patinage artistique
La Finlande a un qualifié pour l'épreuve hommes et deux pour l'épreuve dames.

Femmes
- Kiira Korpi
- Laura Lepistö

Hommes
- Ari-Pekka Nurmenkari

### Patinage de vitesse
Hommes
- Pekka Koskela
- Tuomas Nieminen
- Mika Poutala
- Markus Puolakka

### Saut à ski
- Janne Ahonen
- Janne Happonen
- Matti Hautamäki
- Kalle Keituri
- Harri Olli

### Ski acrobatique
Hommes
- Juha Haukkala
- Arttu Kiramo
- Tapio Luusua
- Mikko Ronkainen

### Ski alpin
Femmes
- Tanja Poutiainen
- Sanni Leinonen

Hommes
- Andreas Romar
- Marcus Sandell

### Ski de fond
Femmes
- Virpi Kuitunen
- Krista Lähteenmäki
- Pirjo Muranen
- Kirsi Perälä
- Riitta-Liisa Roponen
- Aino-Kaisa Saarinen
- Riikka Sarasoja

Hommes
- Matti Heikkinen
- Sami Jauhojärvi
- Teemu Kattilakoski
- Juha Lallukka
- Kalle Lassila
- Lari Lehtonen
- Ville Nousiainen
- Lasse Paakkonen
- Matias Strandvall
- Jesse Väänänen

### Snowboard
Femmes
- Ilona Ruotsalainen

Hommes
- Janne Korpi
- Markku Koski
- Markus Malin
- Peetu Piiroinen

## Diffusion des Jeux en Finlande
Les Finlandais peuvent suivre les épreuves olympiques en regardant les chaînes du groupe Yle, ainsi que sur le câble et le satellite sur Eurosport. Yle, Eurosport et Eurovision permettent d'assurer la couverture médiatique finlandaise sur Internet.